# Philippe Halsman

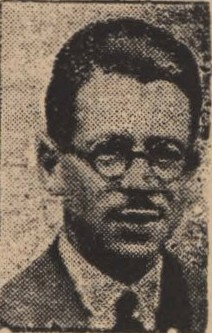
Philippe Halsman in einem Zeitungsausschnitt aus „Gazeta Polska w Brazylji“ am 17. Juli 1930

Philippe Halsman (* 2. Mai 1906 in Riga, Russisches Kaiserreich als Philipp Halsmann oder Filips Halsmans; † 25. Juni 1979 in New York) war ein Porträt- und Modefotograf. Über Jahrzehnte arbeitete er für die Zeitschrift Life. Seine Werke wurden über hundertmal als Titelbild veröffentlicht.

## Leben
Philipp Halsmann, der sich seit seiner Emigration 1931 nach Paris Philippe Halsman nannte, wurde in Lettland (damals Gouvernement Livland) als Sohn des Zahnarztes Morduch Max Halsmann und der Lehrerin Ita Halsmann geb. Grintuch in eine jüdische Familie geboren. Er wuchs in einem Haus an der Kreuzung der Kaļķu iela and Skārņu iela in Riga auf. Nach dem Abitur in Riga nahm Philippe ein Studium der Elektrotechnik in Dresden auf und arbeitete nebenbei freiberuflich für den Ullstein Verlag als Fotograf.
Am 10. September 1928 während eines Aufenthaltes in Tirol unternahm er mit seinem Vater eine Bergwanderung auf den Schwarzenstein in den Zillertaler Alpen. Dabei kam dieser unter bis heute nicht geklärten Umständen ums Leben. Es gab keine Zeugen und die Indizien sprachen für einen gewaltsamen Tod. Philippe wurde sofort arretiert, obgleich keine offensichtlichen Motive bei ihm vorlagen. Der Mordprozess in Innsbruck erregte in ganz Europa Aufsehen. Trotz seiner Unschuldsbeteuerungen wurde Philippe von einem Innsbrucker Geschworenengericht zu zehn Jahren Kerkerhaft verurteilt. Im Umfeld des Prozesses kam es zu diversen antisemitischen Äußerungen. In einem Berufungsverfahren wurde er schließlich zu vier Jahren Kerkerhaft verurteilt. Albert Einstein, Thomas Mann, Jakob Wassermann, Erich Fromm und Sigmund Freud setzten sich für einen Freispruch bzw. später für eine Begnadigung Halsmans ein. Besonders Heinrich Eduard Jacob, damals Chef des mitteleuropäischen Büros des Berliner Tageblatts in Wien – neben Emil Kläger (Neue Freie Presse, Wien) sowie Rudolf Olden federführender Berichterstatter – setzte sich journalistisch für Halsman ein, indem er mehrere glänzend recherchierte, justizkritische Beiträge veröffentlichte. Damals entbrannte ein heftiger Kampf zwischen der Psychiatrie und der relativ jungen Psychologie. Freuds Theorie vom Ödipus-Komplex wurde erörtert und von Freud und Fromm in Zeitungsbeiträgen expressis verbis für diesen Fall ausgeschlossen. Unter den vielen Gnadengesuchen ist die Initiative von Geschworenen des zweiten Prozesses bemerkenswert. Zehn von zwölf Geschworenen unterzeichneten die Petition, in der sie zwar ausdrücklich auf dem Wahrspruch bestehen, aber anführten, dass Halsmans Familie schwer geprüft sei und das Urteil lediglich auf Indizien beruhe. Halsman wurde am 30. September 1930 vom österreichischen Bundespräsidenten Wilhelm Miklas begnadigt und gleichzeitig des Landes verwiesen. Nach einem kurzen Erholungsaufenthalt in Südtirol zog er zu seiner Schwester nach Paris.

## Karriere als Fotograf
In Paris machte Halsman aus seinem Jugendhobby, der Fotografie, endgültig seinen Beruf und eröffnete 1931 ein Fotostudio. Er nannte sich fortan Philippe Halsman. Bald wurde er bekannt für seine Porträts und Modefotos. Nebenbei studierte er an der Sorbonne. Nach der Besetzung Frankreichs durch Deutschland 1940 wurde ihm die angestrebte Auswanderung in die USA verwehrt. Erst durch die Fürsprache von Albert Einstein erhielt er das Visum in die Neue Welt.

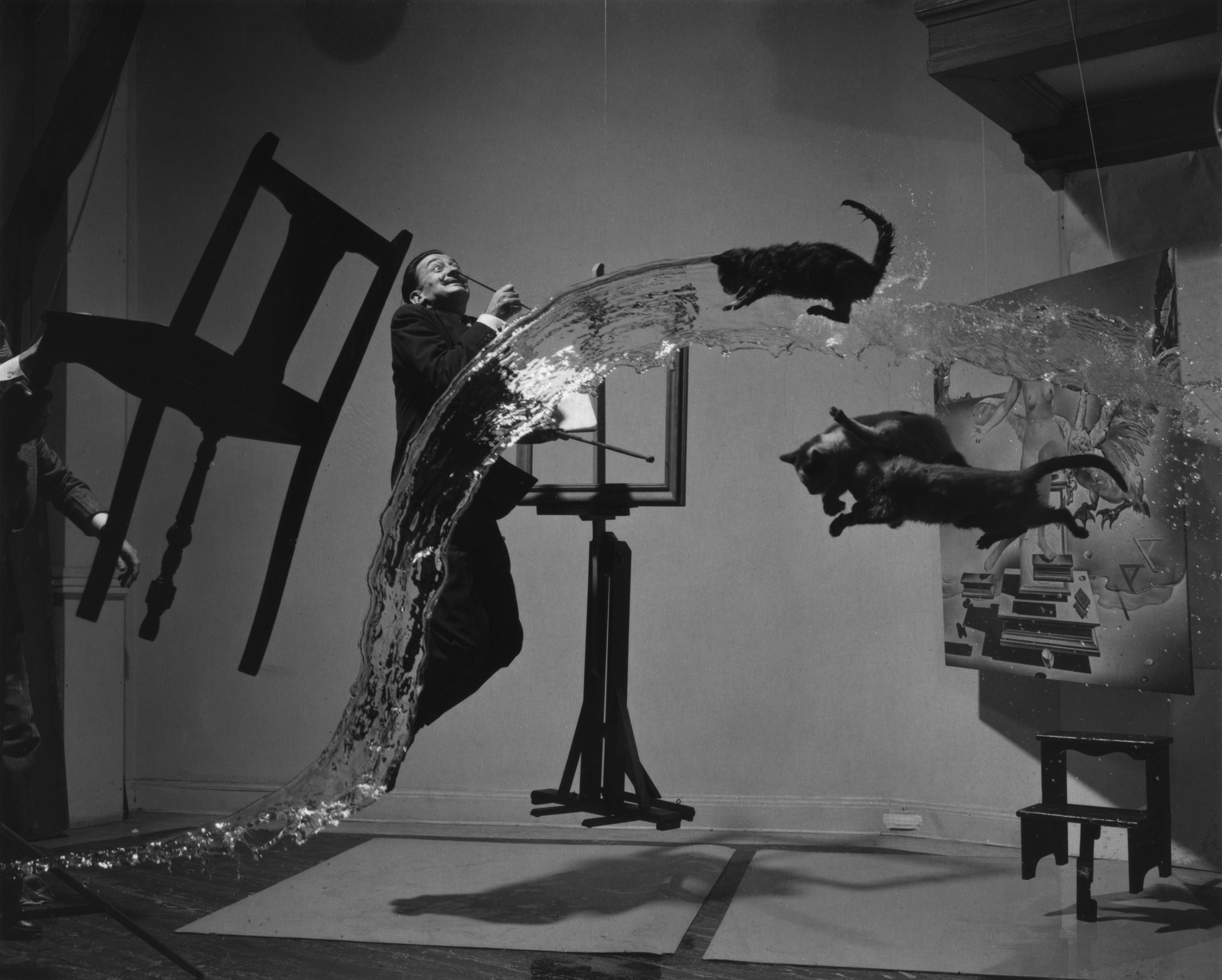
Philippe Halsman: Dalí Atomicus, circa 1948

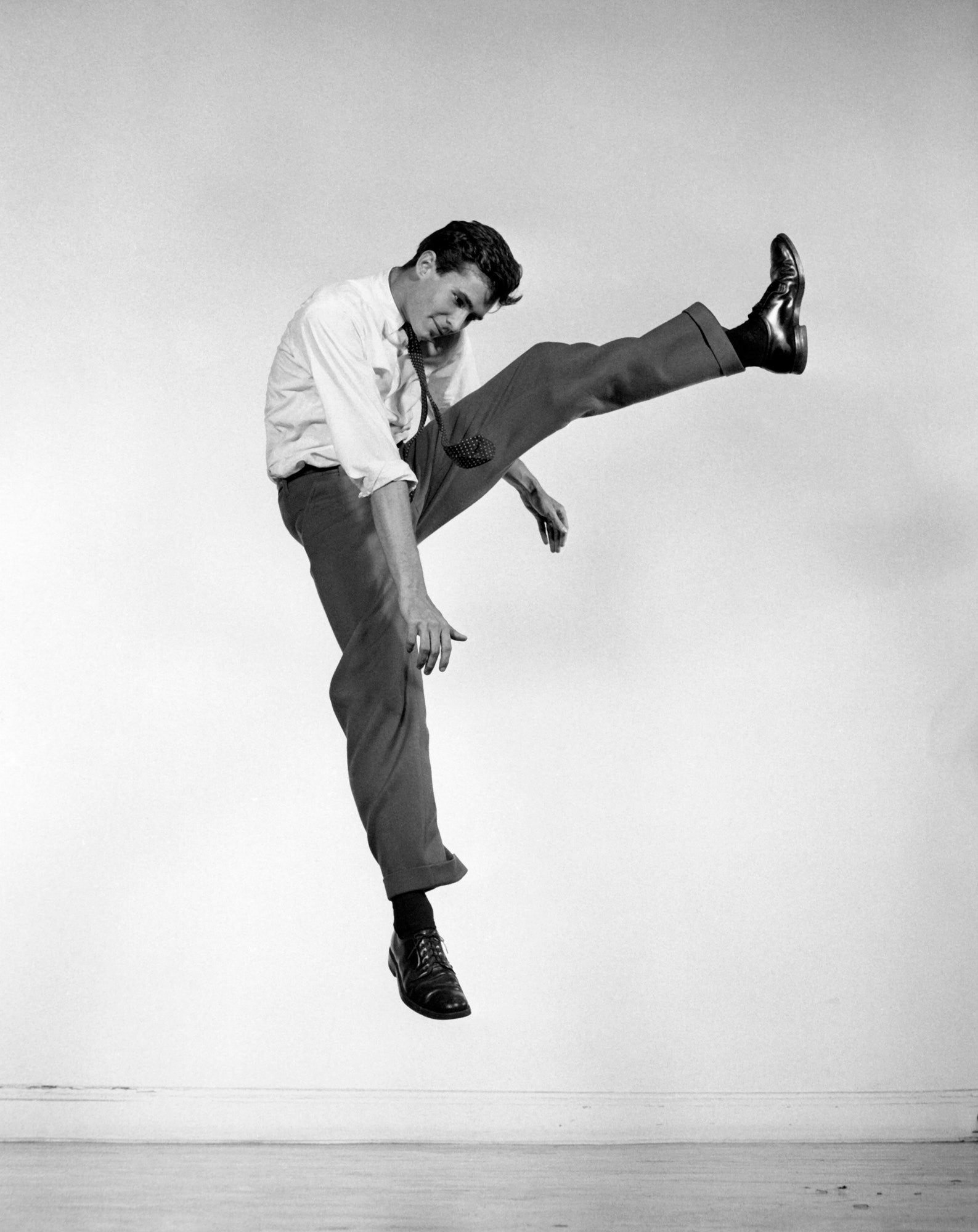
Philippe Halsman: Anthony Perkins, als Teil der Jump Serie

In den USA war Halsman sofort als Presse- und Modefotograf tätig, und das offenbar so erfolgreich, dass er schon im Jahr darauf bei der Zeitschrift Life, dem Nonplusultra des damaligen Fotojournalismus, eine feste Anstellung bekam. 1945 wurde Halsman zum Präsidenten der American Society of Magazine Photographers ernannt. Unübertroffen und weithin auch heute noch bekannt ist Halsmans Porträt von Albert Einstein aus dem Jahre 1947. Die außergewöhnliche Qualität seiner Bilder zeigt sich auch darin, dass Halsman über 20 Jahre lang so gute Bilder ablieferte, dass insgesamt 103 seiner Fotos als Cover für die wöchentlich erscheinende Life dienten, mehr als von jedem anderen Fotografen.
Als Spezialität galten seine „Jump Pictures“ von Politikern und Persönlichkeiten des öffentlichen Lebens, die er 1959 realisierte: Die Porträtierten sollten für das Porträt vom Boden abspringen, im Moment des Sprunges wurden sie festgehalten – auf dem Bild scheinen sie zu schweben. Besonders bekannt wurden diese eigenwilligen Ganzkörper-Porträts von US-Präsident Nixon, dem Künstler Salvador Dalí, dem Filmkomiker Fernandel oder dem Herzogspaar von Windsor. Als „Jump Book“ wurden diese Bilder im gleichen Jahr veröffentlicht.
1960, zur Zeit des Kalten Krieges, fotografierte er bei einem längeren Aufenthalt in Russland Porträts der sowjetischen Elite für Life. 1963 wurde Halsman zum Mitglied der Famous Photographers School ernannt. Auf der documenta 6 in Kassel wurden seine Werke ausgestellt.
1936 heiratete er nach zwei Jahren beruflicher Zusammenarbeit die Fotografin Yvonne Moser. Er kommentierte diese Heirat mit: „Ich rate häufig jungen Fotografen, ihre Konkurrenz zu heiraten, das ist das beste Mittel, um sie zu neutralisieren.“ Mit Salvador Dalí blieb der Fotograf lebenslang freundschaftlich verbunden und arbeitete über 30 Jahre mit dem Künstler zusammen, wobei der surrealistische Einschlag in den Fotografien von Philippe Halsman unverkennbar ist.

## Nachwirkung
Die National Portrait Gallery der Smithsonian Institution in Washington, D.C. widmete Halsman vom 6. November 1998 bis 7. Februar 1999 eine Retrospektive.
Zwischen Mai und Juli 2006 wurden unter anderem in Kremsmünster und Linz Teile des Films „Jump!“ über das Leben von Philippe Halsman gedreht (Premiere: Frühjahr 2008). Dieser wurde in der Hauptrolle von Ben Silverstone verkörpert. In weiteren Rollen fanden sich Heinz Hoenig und Patrick Swayze. Für Regie und Drehbuch zeichnete Joshua Sinclair verantwortlich.
Bereits 1968 wurde nach einem Drehbuch von Robert Neumann der Fernsehfilm Die Begnadigung (Regie: Otto Tausig) über den Halsman-Prozess gedreht, damals allerdings noch mit geänderten Namen.

## Werke
- Salvador Dalí, Philippe Halsman: Dali’s Mustache. 1954. Neuausgabe Flammarion, Paris 1996, ISBN 2-08-012433-1.
- Philippe Halsman's Jump Book. New York: Verlag Simon and Schuster, 1959. Neuausgabe als Paperback: New York: Verlag Harry N. Abrams, 1986, ISBN 0-8109-2338-6. Deutsche Ausgabe: Midas Verlag, Zürich, Juni 2017, ISBN 978-3-03876-115-0 (Faksimile der Originalausgabe von 1959.)
- Unknown Halsman. hrsg. von Oliver Halsman Rosenberg. London: Distributed Art Pub, 2008. ISBN 978-1-933045-87-0.